# Spicanta amabilis
Spicanta amabilis là một loài dương xỉ trong họ Blechnaceae. Loài này được Nakai mô tả khoa học đầu tiên năm 1928.
Danh pháp khoa học của loài này chưa được làm sáng tỏ. 